# Щучкі-VI-Кольонія
Щучкі-VI-Кольонія (пол. Szczuczki VI Kolonia) — село в Польщі, у гміні Войцехув Люблінського повіту Люблінського воєводства.
Населення — 136 осіб (2011).

## Демографія
Демографічна структура станом на 31 березня 2011 року:
|          | Загалом | Допрацездатний вік | Працездатний вік | Постпрацездатний вік |
| -------- | ------- | ------------------ | ---------------- | -------------------- |
| Чоловіки | 69      | 17                 | 46               | 6                    |
| Жінки    | 67      | 16                 | 34               | 17                   |
| Разом    | 136     | 33                 | 80               | 23                   |